# Энни Бэнъэн
Энни (Бэнъэн), посмертное имя (圓爾辯圓; 1202, 15 октября—1280) — буддийский мастер в Японии в период Камакура. Классик литературы годзан бунгаку.
Энни родился в 1202 году в селении Тотидзава уезда Абэ в исторической провинции Суруга (совр. префектура Сидзуока). По некоторым сведениям он принадлежал к очень известному в средневековой Японии роду Тайра.
По религиозной традиции принадлежал к Риндзай-дзэн. Практика его была эклектичной и включала ряд различных махаянских учений (школы Тэндай и Сингон).
Учился в Китае у мастера по имени Учжунь Шифань. Вернувшись в Японию, под покровительством Фудзивара (Кудзё) Митиэ основал монастырь Тофуку-дзи в Киото и обучил целый ряд значимых для Японии учеников, среди которых Мукан Фумон (1212—1292), основатель Нандзэн-дзи, и Мудзю Догё.
Также считается, что он привёз из Китая рецепт лапши удон.